# Milan Indoor 1990
Il Milan Indoor 1990 è stato un torneo di tennis giocato sul sintetico indoor. È stata la 13ª edizione del Milan Indoor, che fa parte della categoria World Series nell'ambito dell'ATP Tour 1990.
Si è giocato a Milano, Italia, dal 5 all'11 febbraio 1990.

## Campioni

### Singolare
Ivan Lendl ha battuto in finale  Tim Mayotte con il punteggio di 6–3, 6–2

### Doppio
Omar Camporese /  Diego Nargiso hanno battuto in finale  Tom Nijssen /  Udo Riglewski con il punteggio di 6–4, 6–4